# ريتشارد إي. جاكسون
ريتشارد إي. جاكسون (بالإنجليزية: Richard E. Jackson)‏ هو سياسي أمريكي، ولد في 18 يوليو 1945. حزبياً، نشط في الحزب الجمهوري.